# Eugenio Zoffili
Eugenio Zoffili (Erba, 25 ottobre 1979) è un politico italiano, dal 23 marzo 2018 deputato alla Camera per la Lega.

## Biografia
Diplomatosi al liceo classico nel 1998 e dal 2008 giornalista pubblicista, nel 1993 s'iscrive alla Lega Nord di Umberto Bossi, andando a fondare la sezione del Movimento Giovani Padani (organizzazione giovanile della Lega) nella provincia di Como, dove ricopre l'incarico di coordinatore da dicembre 2006 a febbraio 2009.
Alle elezioni comunali in Lombardia del 1999 viene eletto consigliere comunale di Ponte Lambro (Como), venendo rieletto nel 2004 quando si candidò a sindaco, mantenendo la carica fino al 2007, quando viene eletto al consiglio comunale di Erba, venendo poi riconfermato elezioni comunali del 2012, del 2017 e del 2022, andando a ricoprire gli incarichi di presidente del Consiglio comunale, rappresentante del comune all'assemblea della Comunità montana del Triangolo Lariano e capogruppo della Lega.
Alle elezioni politiche del 2013 viene candidato alla Camera dei deputati, tra le liste della Lega Nord nella circoscrizione Lombardia 2, risultando tuttavia non eletto.
È stato portavoce del presidente del Consiglio regionale della Lombardia Fabrizio Cecchetti dal 2012 al 2013, capo della segreteria dell'assessore nella giunta regionale lombarda Simona Bordonali dal 2013 al 2014 e successivamente responsabile della segreteria di Matteo Salvini come europarlamentare.

### Elezione a deputato
Alle elezioni politiche del 2018 viene ricandidato alla Camera, tra le liste della Lega per Salvini Premier nel collegio plurinominale Lombardia 2 - 02, risultando questa volta eletto deputato. Nel corso della XVIII legislatura ha fatto parte della 3ª Commissione Affari esteri e comunitari, in cui ha ricpoerto l'incarico di capogruppo per la Lega - Salvini premier, ed è stato presidente del Comitato parlamentare di controllo sull'attuazione dell'accordo di Schengen, di vigilanza sull'attività di Europol, di controllo e di vigilanza in materia di immigrazione.
Dal 2017 al 2021 è stato commissario regionale del partito in Sardegna, dove alle elezioni regionali sarde del 2019 risulta vincitore il senatore sardista Christian Solinas, eletto nelle liste della Lega, in cui sono confluiti i voti di tutto il Partito Sardo d'Azione. Attualmente è consigliere comunale a Erba e vice-coordinatore della Lega in Lombardia, guidata dal collega deputato Fabrizio Cecchetti.
Alle elezioni politiche anticipate del 2022 viene ricandidato alla Camera, tra le liste della Lega per Salvini Premier nel collegio plurinominale Lombardia 2 - 02 come capolista, venendo rieletto a Montecitorio. Nella XIX legislatura è componente della 4ª Commissione Difesa e della Giunta delle elezioni, oltreché presidente della delegazione italiana presso l'Assemblea parlamentare dell'Organizzazione per la sicurezza e la cooperazione in Europa (OSCE).
Nel 2024 presenta un disegno di legge per ripristinare un servizio di leva di 6 mesi obbligatorio per uomini e donne dai 18 ai 26 anni.